# Coulanges-lès-Nevers
Coulanges-lès-Nevers är en kommun i departementet Nièvre i regionen Bourgogne-Franche-Comté i de centrala delarna av Frankrike. Kommunen ligger i kantonen Nevers-Nord som tillhör arrondissementet Nevers. År 2022 hade Coulanges-lès-Nevers 3 678 invånare.

## Befolkningsutveckling
Antalet invånare i kommunen Coulanges-lès-Nevers
| Referens: INSEE |